# علامة حذف
علامة الحذف أو علامة القطع أو علامة الانقطاع وتُسمَّى أيضاً نقط الاختصار أو نقط الإضمار هي علامة ترقيم تتكون من ثلاث نقاط، يُرمز لها بالشكل (…)، وتدل على كلام مقصوص أو يدل على وجود تتمة، مثل: قال رسول الله (إن الله جميل…)، ويوضع أيضاً للإشارة إلى كلام محذوف.
- في حوار:
  - عندما تتمّ مقاطعة حكم قضائي، على سبيل المثال عن طريق تدخل شخص آخر.
  - لتمثيل تردد.
  - لتمثيل الألفاظ النابية التي لا نريد أن نكتبها صراحةً.
- إشارة إلى وجود ضمني في الجملة السابقة.
- التماس خيال القارئ.
- في نهاية قوائم غير حصرية: ”…“. وهنا لها قيمة مماثلة لــ ”إلخ.“ (ملاحظة: " … إلخ "هو شكل خاطئ، على الرغم من شيوع استخدامه.)
- للإشارة إلى عدم وجود رد أو تعليق.
- لتمثيل الصمت.